# The Hobbit: The Battle of the Five Armies (soundtrack)
The Hobbit: The Battle of the Five Armies is de soundtrack van de film The Hobbit: The Battle of the Five Armies. Het album werd gecomponeerd door Howard Shore en kwam uit op 16 december 2014, 6 dagen na de film.

## Tracklist
| Nr. | Titel                       | Duur |
| --- | --------------------------- | ---- |
| 1.  | Fire and Water              | 5:57 |
| 2.  | Shores of the Long Lake     | 4:01 |
| 3.  | Beyond Sorrow and Grief     |      |
| 4.  | Guardians of the Three      |      |
| 5.  | The Ruins of Dale           | 3:39 |
| 6.  | The Gathering of the Clouds |      |
| 7.  | Mithril                     | 3:08 |
| 8.  | Bred for War                | 3:19 |
| 9.  | A Thief in the Night        | 4:14 |
| 10. | The Clouds Burst            | 4:12 |
| 11. | Battle for the Mountain     | 4:38 |

| Nr. | Titel                | Duur |
| --- | -------------------- | ---- |
| 1.  | The Darkest Hour     | 5:31 |
| 2.  | Sons of Durin        | 4:23 |
| 3.  | The Fallen           | 4:56 |
| 4.  | Ravenhill            | 5:47 |
| 5.  | To the Death         |      |
| 6.  | Courage and Wisdom   | 5:09 |
| 7.  | The Return Journey   | 4:16 |
| 8.  | There and Back Again | 4:19 |
| 9.  | The Last Goodbye     | 4:05 |
| 10. | Ironfoot             | 6:11 |

## Hitnoteringen

### NPO Klassiek Filmmuziek Top 200
| Als The Hobbit in de NPO Klassiek Filmmuziek Top 200 | Als The Hobbit in de NPO Klassiek Filmmuziek Top 200 | Als The Hobbit in de NPO Klassiek Filmmuziek Top 200 | Als The Hobbit in de NPO Klassiek Filmmuziek Top 200 | Als The Hobbit in de NPO Klassiek Filmmuziek Top 200 | Als The Hobbit in de NPO Klassiek Filmmuziek Top 200 | Als The Hobbit in de NPO Klassiek Filmmuziek Top 200 |
| Jaar                                                 | 2020                                                 | 2021                                                 | 2022                                                 | 2023                                                 | 2024                                                 | 2025                                                 |
| ---------------------------------------------------- | ---------------------------------------------------- | ---------------------------------------------------- | ---------------------------------------------------- | ---------------------------------------------------- | ---------------------------------------------------- | ---------------------------------------------------- |
| Positie                                              | 30                                                   | 28                                                   | 42                                                   | 38                                                   | 45                                                   | 59                                                   |